# Batalla de Volodarka
La Batalla de Volodarka fue un choque entre el ejército polaco y el 1.º Ejército de Caballería del Ejército Rojo, al mando del mariscal Semyon Budyonny. Ocurrió entre el 29 y el 31 de mayo de 1920, cerca del pueblo ucraniano de Volodarka, en el curso de la ofensiva de Kiev, dentro de la guerra polaco-soviética.

## Antes de la batalla
Después de que el ejército polaco capturara Kiev el 7 de mayo de 1920, parece que los planes de Józef Piłsudski de librar una gran batalla contra los ejércitos soviéticos en Ucrania hno se cumplen. Los soviéticos han evitado la batalla, retrocediento de toda la margen derecha de Ucrania e incluso entregan la capital. Al mismo tiempo, el Cuartel General del Ejército Rojo ordena al fogueado 1.º ejército de caballería de Semyon Budyonny la reconquista de Ucrania. Empieza la ofensiva y flanquea las sobre-extendidas fuerzas polacas y al pequeño contingente de Symon Petlura de tropas de la República Popular de Ucrania.
El avance soviético se inicia finalmente el 26 de mayo de 1920, con el 12.º Ejército Rojo y la División de Caballería de Iona Yakir cruzando el río Dnieper y atacando la zona más débil de las defensas polacas. El asalto se inició el mismo día que una reorganización de fuerzas polacas en el área, atacando a la 7.ª división de infantería polaca, la más débil y poco experimentada unidad polaca. Además, las defensas polacas estaban debilitadas por la reubicación de buena parte de las fuerzas polacas en la zona norte de Polesia, donde Pilsudski estaba preparando las defensas contra un posible ataque ruso. Los días siguientes, el 1.º Ejército de Caballería de Semyon Budyonny se unió al asalto y atacó a la 13.ª División de Infantería del 6.º Ejército polaco. Los soviéticos planearon un flanqueo de los polacos y ucranianos formando dos gigantescas pinzas que avanzaran por separado en dirección a Bila Tserkva y Khvastiv.
Sin embargo, aparte de las frescas y fogueadas unidades del 1.º Ejército de Caballería, el comandante ruso del Frente Sudoeste, el comandante Aleksandr Yegórov, tenía sólo al 12.º Ejército Rojo, reforzado con nuevos reclutas sin entrenamiento, que fueron duramente castigados durante la retirada soviética de Ucrania sólo un mes antes. Debido a esto, la planeada ofensiva no podía empezar en todos los frentes al mismo tiempo, y la movilidad de las tropas era limitada. El 29 de mayo de 1920, el comandante polaco del 3.º Ejército ordenó el contraataque. El teniente coronel Stefan Dąb-Biernacki del reciente formado Grupo Wasilków tuvo que atacar al grupo de Yakir antes de que pudiera atacar a la debilitada 7.ª División. El asalto fue un éxito, y el grupo, que comprendá un único regimiento de infantería (5.ª legión), reforzado con un batallón de élite del 1.º Regimiento de Infantería Legionaria, dos grupos de artillería y dos escuadrones de caballería, fueron capaces de tomar a los soviéticos por sorpresa. Después del primer asalto, la 44.ª División de fusileros bolchevique perdió una de sus brigadas y toda su jefatura, lo que retrasó el asalto soviético al flanco norte polaco para asegurarlo. Sin embargo, el flanco sur entre el 3.º y 6.º ejército polaco estaba amenazado al mismo tiempo por el 1.º Ejército de Caballería, que había cruzado el Dnieper y se estaba concentrando cerca de Umán. De ahí, fácilmente rompió la fina línea de defensa polaca y empezó un rápido avance en dirección al estratégicamente importante nudo de ferrocarril en Koziatyn.

## La batalla
El 29 de mayo de 1920, la 4.ª División de Caballería del 1.º Ejército de Caballería Soviético atacaron las posiciones polacas en los pueblos de Volodarka, Berezno y Novokhvastiv. El área estaba defendida por el 44.º Regimiento de Fusileros Polaco Kresy, el 16.º Regimiento de Ulanos, elementos del 1.º Regimiento de Ulanos y el 7.º Grupo de Artillería montada. Los defensores polacos ofrecieron una dura resistencia en los pueblos, una táctica que se había mostrado superior que intentar una defensa de una completa línea de frente.
Debido a esto, las fuerzas soviéticas no podían explotar la ventaja numérica. Además, las deficientes transmisiones de órdenes causaron que los regimientos soviéticos de caballería empezasen a atacar las posiciones polacas poco a poco. Además, en vez de sobrepasar solamente las posiciones polacas, el mando ruso decidió atacarlos frontalmente. Después de que el asalto inicial de la caballería cosaca fuese rechazado con fuego graneado de ametralladora, la caballería polaca contraatacó a los cosacos y se ensarzó en una intensa batalla cuerpo a cuerpo con sable. Ambos lados sufrieron grandes pérdidas. Por ejemplo, el 3.º escuadrón del 1.º regimiento de ulanos perdió 30 de 72 hombres y un número similar de caballos. La carga polaca tuvo éxito. Cuando llegaron y se sumaron otros refuerzos, los cosacos dejaron el campo.

## Después de la batalla
Los días siguientes, la 3.ª Brigada Soviética Cosaca de Caballería del Don, incluyendo cosacos que habían servido anteriormente en el Ejército Blanco del General Anton Denikin y habían sido forzados a unirse al Ejército Rojo, se aproximaron a las posiciones polacas y, después de breves negociaciones, cambiaron de lado y lucharon en el lado polaco contra los bolcheviques, bajo el nombre de Brigada Cosaca Libre. El Coronel Vadim Yákovlev permanecerá al  mando de la brigada hasta su disolución en 1923.
El asalto del 1.º ejército de caballería fue rechazado por la fuerte resistencia de las fuerzas polacas y la alta movilidad. Sólo la 6.ª División de Caballería consiguió irrumpir en las líneas de la 13.ª División de Infantería Polaca, pero fue rechazado al día siguiente, 31 de mayo de 1920 y, después de tres días de dura batalla, las fuerzas se retiraron a las posiciones iniciales cerca de Uman.